# Chalvenahatti, Belgaum
Chalvenahatti là một làng thuộc tehsil Belgaum, huyện Belgaum, bang Karnataka, Ấn Độ.